# Sophia Jaffé
Sophia Jaffé (* 15. Juli 1980 in Berlin) ist eine deutsche Violinistin.

## Leben
Geboren in einer Musikerfamilie in Berlin, trat Sophia Jaffé im Alter von sieben Jahren zum ersten Mal öffentlich auf. Seitdem erhielt sie eine Reihe von nationalen und internationalen Preisen, u. a. beim 5. Internationalen Violinwettbewerb Leopold Mozart 2003 in Augsburg, beim Genfer Musikwettbewerb 2004, den Preis des Deutschen Musikwettbewerbs sowie den 3. Preis beim Concours Reine Elisabeth in Brüssel 2005.
Solistisch und kammermusikalisch gleichermaßen passioniert spielt sie bei Festivals wie dem Bachfest Leipzig, Rheingau Musik Festival, Mährischer Herbst Festival Brno/Tschechien, Flâneries Musicales de Reims/Frankreich. Weitere Konzertreisen führten sie nach Chile, Italien, Luxemburg, in die Schweiz und die USA. In der Saison 2008/2009 debütierte Sophia Jaffé in der Londoner Cadogan Hall, in Jerusalem, im Prager Rudolfinum und in Shenzhen (China).
Sie arbeitet mit zahlreichen Orchestern und Dirigenten in Deutschland und Europa zusammen, darunter das Rundfunk-Sinfonieorchester Berlin unter Marek Janowski, das Stuttgarter Kammerorchester unter Dennis Russell Davies, das Orchestre National de Belgique unter Gilbert Varga, das Konzerthausorchester Berlin unter Lothar Zagrosek, das Münchner Kammerorchester unter Christoph Poppen und das Radio Symphonie Orchester Prag unter Vladimir Valek.
Ihr Repertoire der Violinkonzerte umfasst derzeit etwa 45 Werke vom Barock bis ins 20. Jahrhundert. Zahlreiche Live-Mitschnitte und Rundfunkproduktionen von u. a. Deutschlandradio, SWR 3, dem Tschechischen Rundfunk und Fernsehen Prag dokumentieren ihr Spiel.
In der Saison 2009/2010 spielt Sophia Jaffé mit dem Mozarteum-Orchester in Salzburg Chatschaturjans Violinkonzert, im Wiener Konzerthaus unter Dennis Russell Davis, Schostakowitschs Konzert Nr. 2, in der Oper Hannover Korngolds und mit der Nordwestdeutschen Philharmonie Recklinghausen Bergs Violinkonzerte.
Ihre musikalische Ausbildung prägten Nora und Abraham Jaffé, Herman Krebbers und Stephan Picard, bei dem sie 2006 das Studium mit Konzertexamen und Auszeichnung an der Hochschule für Musik Hanns Eisler in Berlin ablegte. Seitdem unterrichtet sie dort als Lehrbeauftragte. Seit Oktober 2011 hat Jaffé eine Professur an der Musikhochschule Frankfurt am Main.

## Internationale Auszeichnungen
- 1. Preis des Wettbewerbs Gerhard-Taschner der Hochschule der Künste Berlin.
- 2. Preis beim Concours International de Cordes in Pretoria.
- Wiesbadener Mozart-Preis (2001).
- 3. Preis und einen Förderpreis beim 5. Internationalen Violinwettbewerb Leopold Mozart in Augsburg (2003).
- 3. Preis beim Concours de Genève (2004).
- Preisträgerin beim Deutschen Musikwettbewerb (2005).
- 3. Preis beim Königin Elisabeth Wettbewerb Brüssel (2005).